# Thuiaria kurilae
Thuiaria kurilae is een hydroïdpoliep uit de familie Sertulariidae. De poliep komt uit het geslacht Thuiaria. Thuiaria kurilae werd in 1904 voor het eerst wetenschappelijk beschreven door Nutting. 